# Stazione di Caiazzo
Stazione di Caiazzo vasútállomás Olaszországban, Caiazzo településen.

## Vasútvonalak
Az állomást az alábbi vasútvonalak érintik:
- Ferrovia Alifana

## Kapcsolódó állomások
A vasútállomáshoz az alábbi állomások vannak a legközelebb:
- Villa Ortensia railway station (Stazione di Piedimonte Matese)
- Piana di Monte Verna railway station (Stazione di Napoli Centrale)